# Wewanitowuk
Wewanitowuk, jedna od nekadašnjih bandi Cree Indiijanaca iz 18. stoljeća, iz Kanade. Spominju se kod Hutchinsona (1770), a navodi Richardson u Arct. Exped. (ii, 37, 1851). Ni prije ni poslije Hutchinsona, o njima se više pod ovim imenom ništa ne čuje.